# هکلر و کخ پی‌اس‌جی۱

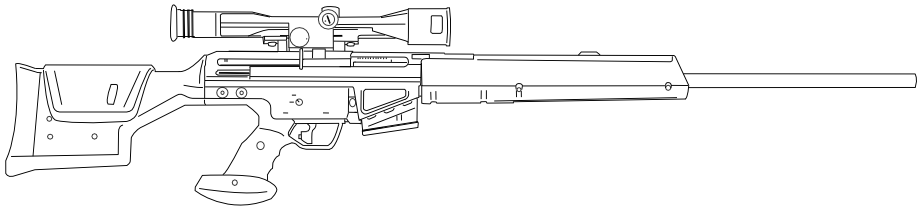
PSG1

تفنگ تک‌تیرانداز هکلر و کخ PSG۱ (Prazisions-Schutzen-Gewehr) به دست کمپانی هکلر و کخ به عنوان یک تک‌تیرانداز پلیسی/ضد ترور در میانۀ دهه‌ی هشتاد میلادی به بازار آمد. این تک‌تیرانداز از همان آغاز برای ماموریت پلیسی ساخته شده و بسیار سنگین‌تر از آن است که در کاربردهای نظامی مورد استفاده قرار گیرد. قابل گفتن است که این تفنگ برگرفته از تفنگ تهاجمی پرقدرت هکلر و کخ ژ-۳ است. PSG۱ هنوز هم به عنوان یک تفنگ بی‌همتا توسط هکلر و کخ عرضه می‌شود و با قیمتی فراتر از ده هزار دلار یکی از گران‌قیمت‌ترین سلاح‌های جهان در کلاس خود به شمار می‌رود.
از نظر فنی PSG۱ دقیقاً گونه‌ی بهسازی شده‌ی هکلر و کخ ژ-۳ است. مکانیزم گلنگدن این تفنگ همانی است که در هکلر و کخ ژ-۳ دیده می‌شود. ناگفته نماند PSG۱ تفنگی با کارکرد تنها نیمه اتوماتیک بوده و برای شلیک کردن باید نیرویی برابر ۱/۵ کیلوگرم به ماشه‌ آن وارد کرد. این تفنگ مجهز به دوربین هدف‌گیری ۶x۴۲ Hendsoldt بود و بیشینۀ برد مؤثر تفنگ برابر با ۶۰۰ متر است.
از دیدگاه ارگونومیکی دگرگونی‌هایی که در این اسلحه دیده می‌شود دقیقاً مواردی است که یک تفنگ تک‌تیرانداز پلیسی/ ضد ترور باید داشته باشد. یکی از نکته‌های منفی PSG۱ عدم وجود دوپایه‌ی یکپارچه با سلاح است.
نسخه نظامی آن H&K MSG-۹۰A۱ نام دارد.

## بن‌مایه
- ماهنامه نوآور، شماره ۱۶، سال دوم، دی ۱۳۸۴